# 3e division de fusiliers motorisés
Pour les articles homonymes, voir 3e division.
La 3e division de fusiliers motorisés (en russe : 3-я мотострелковая дивизия, abrégé en 3 мсд), de son nom complet la 3e division de fusiliers motorisés Vislenskaïa ordres du Drapeau rouge de Souvorov et de Koutouzov (russe : 3-я мотострелковая Висленская Краснознамённая, орденов Суворова и Кутузова дивизия), est une grande unité de l'Armée de terre russe (n° d'unité 54046).
La 3e division est formée en 1997 à partir de la fusion des 31e et 47e divisions de chars de la Garde du district militaire de Moscou à Nijni Novgorod, et a existé jusqu'en mars 2009, date à laquelle la division est dissoute et scindée en deux, créant ainsi la 6e brigade de chars et la 9e brigade de fusiliers motorisés. La 3e division est reformée en 2016 et basée dans la ville de Valouïki, dans l'oblast de Belgorod, au sein de la 20e armée de la Garde dans le district militaire ouest.

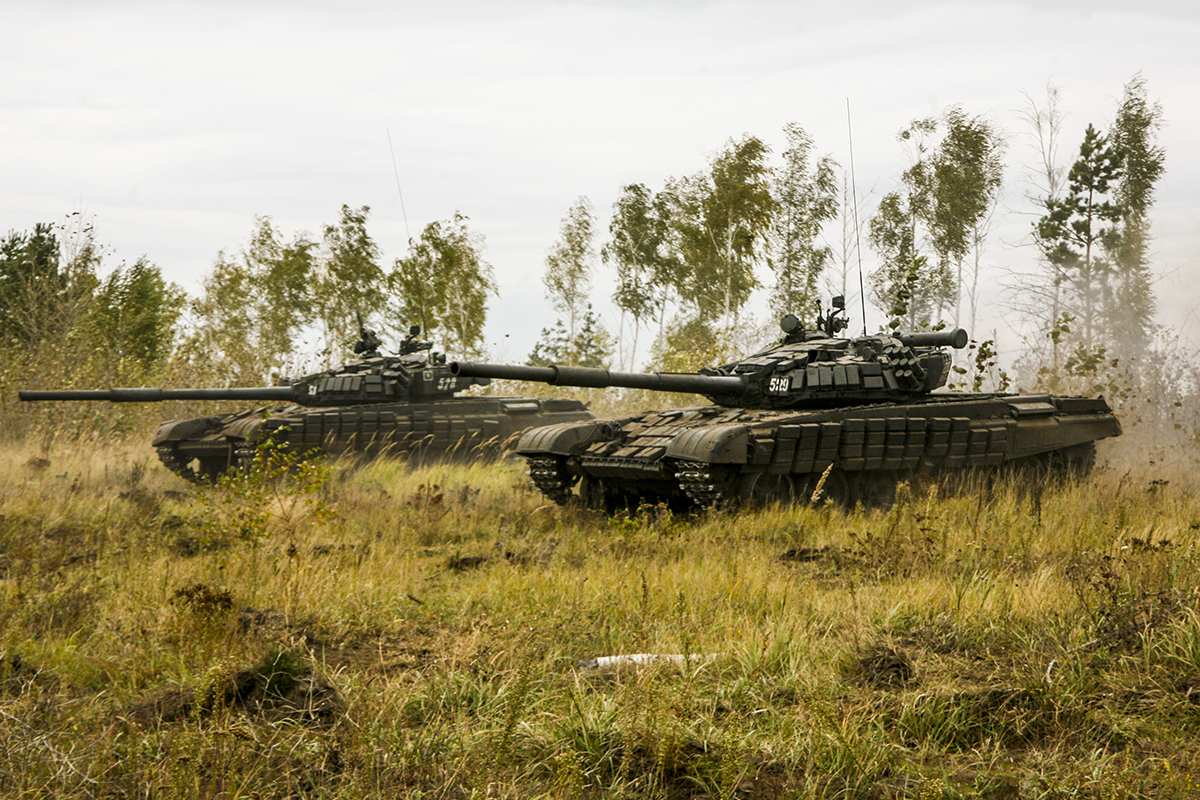
Chars T-72B de la 3e division sur le terrain d'essai de Pogonovo dans l'oblast de Voronej, 2017.

## Composition (2021)
- 237e régiment de chars, à Valouïki et Soloti (en) (dans l'oblast de Belgorod), numéro d'unité militaire 91726[2],[3] ;
- 245e régiment de fusiliers motorisés de la Garde, à Soloti, créé en décembre 2021[4] ;
- 252e régiment de fusiliers motorisés de la Garde, à Bogoutchar (oblast de Voronej), numéro d'unité militaire 91711[2],[3] ;
- 752e régiment de fusiliers motorisés de la Garde Voljskiï kazatchiï (« des cosaques de la Volga »), à Valouïki et Soloti, numéro d'unité militaire 34670[2],[3] ;
- 99e régiment d'artillerie automotrice de la Garde Pomeranskiï (« de Poméranie »), à Bogoutchar, numéro d'unité militaire 91727[2],[3] ;
- 1143e régiment de missiles antiaériens (oblast de Belgorod)[3] ;
- 84e bataillon de reconnaissance, à Valouïki et Soloti, n° d'unité 22263[2],[3] ;
- 159e bataillon antichar, à Bogoutchar, numéro d'unité 81989[2] ;
- 337e bataillon du génie, n° d'unité 91717 ;
- 692e bataillon de transmissions, n° d'unité 22463 ;
- 911e bataillon de soutien logistique, n° d'unité 54366 ;
- 231e bataillon médical, n° d'unité 83833 ;
- une compagnie de défense NBC ;
- une compagnie de guerre électronique.

## Commandants
- 2008 – 2010 ? : major général Konstantine Gueorguievitch Kastornov
- 25 octobre 2011 – après juin 2014 : colonel Sergueï Semionovitch Nyrkov[5]
- 2016 – 2019 : major général Andreï Yourievitch Rouzinski
- Depuis le 12 janvier 2019 : colonel / major général Alekseï Viacheslavovitch Avdeïev[6]